# Specific performance (England und Wales)
Specific performance ist ein Begriff aus dem anglo-amerikanischen Recht bei Vertragsverletzung und bezeichnet einen Anspruch wegen Nichterfüllung eines nicht auf eine Geldleistung gerichteten Vertrags.
Anders als der auf Geld gerichtete kompensatorische Schadensersatz (damages) verpflichtet die Verurteilung zu specific performance zur (Nach-)Erfüllung in natura. Dies gilt insbesondere dann, wenn Schadensersatz nicht ausreichend (adequate) erscheint. Die Wahl des Rechtsbehelfs (remedy) steht im Ermessen des Gerichts, das insbesondere dann keine specific performance anordnen wird, wenn dies einen übermäßigen Eingriff in die Freiheit des Schuldners bedeuten oder die Vollstreckung eine besondere Schwierigkeit darstellen würde, beispielsweise weil die Erbringung einer persönlichen Dienstleistung geschuldet ist.
Die Voraussetzungen für die Verurteilung zu specific performance sind im englischen und US-amerikanischen Recht sowie im Wiener Kaufrechtsübereinkommen (CISG) geregelt.